# Felipe Almeida Wu
Felipe Almeida Wu (* 11. Juni 1992 in São Paulo) ist ein brasilianischer Sportschütze.

## Erfolge
Felipe Almeida Wu gewann 2010 bei den Olympischen Jugend-Sommerspielen in Singapur die Silbermedaille mit der Luftpistole über 10 m. Bei den Olympischen Spielen 2016 in Rio de Janeiro nahm er an den Konkurrenzen mit der Luftpistole über 10 m und der Freien Pistole über 50 m teil. Mit letzterer belegte er den 39. Platz und verpasste somit das Finale deutlich. Die Qualifikation mit der Luftpistole beendete er dagegen mit 580 Punkten auf dem siebten Rang, der den Einzug ins Finale bedeutete. In diesem lag er vor dem letzten Schuss des Wettbewerbs auf der Spitzenposition, wurde dann aber nach einer eigenen 10,1 noch von Hoàng Xuân Vinh überholt, der eine 10,7 schoss und sich so mit 202,5 Punkten vor Almeida Wu mit 202,1 Punkten setzte. Almeida Wu gewann damit hinter Hoàng Xuân Vinh und vor Pang Wei die Silbermedaille. Bereits im Jahr zuvor hatte er sich mit der Luftpistole bei den Panamerikanischen Spielen in Toronto die Goldmedaille gesichert. Auch bei Südamerikaspielen gewann er zweimal Gold mit der Luftpistole.